# Trichopothyne strandiella
Trichopothyne strandiella là một loài bọ cánh cứng trong họ Cerambycidae.